# Castellina in Chianti
Castellina in Chianti è un comune italiano di 2 594 abitanti della provincia di Siena in Toscana.

## Geografia fisica

### Territorio
Il territorio comunale si estende per 99,45 chilometri quadrati ed è posto sulle colline a cavallo tra la Val d'Elsa, la Val di Pesa e la Valle del fiume Arbia. Il dislivello altimetrico va da un minimo di 180 m s.l.m. nella zona di Castellina Scalo ad un massimo di 626 m s.l.m. nella zona del Monte Cavallaro; il capoluogo è posto a 578 m. Il suo territorio è interamente compreso nel Chianti Classico.
Confina con i comuni di Greve in Chianti, Radda in Chianti, Gaiole in Chianti, Castelnuovo Berardenga, Monteriggioni, Poggibonsi, Barberino Val d'Elsa e Tavarnelle Val di Pesa.

### Clima e sismicità
La stazione meteorologica più prossima al capoluogo è quella di Poggibonsi-Strozzavolpe della quale riportiamo le medie degli ultimi 30 anni:
| POGGIBONSI STROZZAVOLPE | Mesi | Mesi | Mesi | Mesi | Mesi | Mesi | Mesi | Mesi | Mesi | Mesi | Mesi | Mesi | Stagioni | Stagioni | Stagioni | Stagioni | Anno |
| POGGIBONSI STROZZAVOLPE | Gen  | Feb  | Mar  | Apr  | Mag  | Giu  | Lug  | Ago  | Set  | Ott  | Nov  | Dic  | Inv      | Pri      | Est      | Aut      | Anno |
| ----------------------- | ---- | ---- | ---- | ---- | ---- | ---- | ---- | ---- | ---- | ---- | ---- | ---- | -------- | -------- | -------- | -------- | ---- |
| T. max. media (°C)      | 10,2 | 11,6 | 14,6 | 18,8 | 23,2 | 27,5 | 30,9 | 30,6 | 27,2 | 20,7 | 14,7 | 10,9 | 10,9     | 18,9     | 29,7     | 20,9     | 20,1 |
| T. min. media (°C)      | 0,7  | 1,0  | 3,4  | 6,3  | 9,2  | 13,0 | 15,3 | 14,9 | 12,7 | 8,3  | 5,4  | 2,3  | 1,3      | 6,3      | 14,4     | 8,8      | 7,7  |

- Classificazione sismica: zona 3S (sismicità medio-alta), Ordinanza PCM 3274 del 20/03/2003
- Classificazione climatica: zona E, 2326 GG
- Diffusività atmosferica: alta, Ibimet CNR 2002

## Storia
Il tumulo di Montecalvario, una tomba etrusca posta nei pressi dell'abitato e datata VII-VI secolo a.C. e la Necropoli del Poggino, posta nei pressi di Fonterutoli, attestano la presenza degli etruschi nella zona.
Stando alle campagne di scavo effettuate a partire dagli anni ottanta nella zona di Castellina era certa la presenza di un centro abitato di notevole dimensione; centro abitato che doveva essere situato in località Salinvolpe, a poche centinaia di metri dall'odierna Castellina.
Maggiori sono le testimonianze di epoca medievale.
I primi documenti certi risalgono all'XI secolo quando la zona era un feudo dei nobili del Castello del Trebbio, una famiglia imparentata con i conti Guidi.
Nel XII secolo Castellina passò sotto l'influenza di Firenze e nel 1193 venne siglato un accordo tra i signori del Trebbio e Firenze nel quel venne concesso ai fiorentini di presidiare militarmente i castelli del Trebbio e di Castiglione (l'attuale Castellina). Dopo il Lodo di Poggibonsi del 1203, atto in cui vengono sanciti i confini chiantigiani tra Firenze e Siena, Castellina si trovò a essere una degli avamposti fiorentini più importanti visto che era posta sulla strada più diretta che metteva in comunicazione le due città rivali.

Nel XIV secolo Castellina diventa uno dei capisaldi della Lega del Chianti, tanto da essere a capo di uno dei terzieri in cui era divisa. Il Terziere di Castellina amministrava la parte del Chianti che digrada verso la Valdelsa. Nel 1397 fu saccheggiata e interamente bruciata dalla truppe del Duca di Milano Gian Galeazzo Visconti comandate da Alberico da Barbiano. Nel 1400 fu deciso di fortificare Castellina, e nell'elenco delle riformagioni conservato presso l'Archivio di Stato di Firenze si trova scritto 
 I lavori però dovettero procedere a rilento tanto che nel 1430 gli operai dell'Opera del Duomo furono incaricati di fortificare Castellina insieme a Staggia Senese e Rèncine; a stabilire il tipo di interventi necessari e a fare una stima dei costi fu inviato Filippo Brunelleschi. Nel 1452 le mura di Castellina subirono l'assalto delle truppe aragonesi ma resistettero. Molto diversamente le cose andarono nel 1478 durante la seconda invasione aragonese del Chianti quando Castellina venne conquistata dalla truppe senesi e napoletane. In quell'occasione la difesa di Castellina venne diretta personalmente da Giuliano da Sangallo mentre a comandare gli assedianti c'era Francesco di Giorgio Martini. L'occupazione senese durò fino al 1483 quando venne ripresa dai fiorentini.
Nel 1774 con la riforma amministrativa del Granduca Pietro Leopoldo, Castellina diviene sede di Comunità dal quale deriverà l'attuale comune.
Nel 1934-39 si stabilisce a Castellina, in località Ricavo, una colonia agricola dove giovani profughi ebrei dalla Germania e da altri paesi dell'Est europeo si riuniscono per imparare con l'aiuto di mezzadri locali il mestiere di agricoltore, in preparazione alla loro emigrazione in Palestina. In questa che fu una delle prime esperienze di comunità sionista di ispirazione socialista in Italia passarono circa duecento giovani ebrei. La promulgazione delle leggi razziali fasciste mise fine a questo esperimento, che per la maggioranza dei giovani ospiti proseguì comunque in Palestina.
Allo scoppio della seconda guerra mondiale, Castellina in Chianti divenne uno dei tanti comuni della Toscana designati come luogo di internamento libero per ebrei stranieri. Vi soggiornarono dal novembre 1941 i coniugi Levin (Hugo Levin e la moglie Erna Rosenbaum), di origine tedesca, provenienti dal campo di internamento di Ferramonti di Tarsia. Dopo l'8 settembre 1943, con l'occupazione tedesca e la Repubblica Sociale Italiana la coppia fu arrestata e deportata il 5 aprile 1944 ad Auschwitz, dove trovarono entrambi la morte.

### Simboli
Lo stemma è stato riconosciuto con decreto del capo del governo del 17 ottobre 1932.
Il gallo con la cresta rossa che canta dalla cima della torre quasi diroccata, accanto all'antica chiesa di San Salvatore, è l'emblema della Lega del Chianti, l'istituzione di natura militare e amministrativa, suddivisa nei terzieri di Castellina, Gaiole e Radda in Chianti. Ma il gallo è anche simbolo della tregua faticosamente raggiunta fra la Repubblica fiorentina e quella senese di cui il comune fu testimone.
Il gonfalone è un drappo di verde.

## Monumenti e luoghi d'interesse

### Architetture religiose
- Chiesa di San Salvatore, l'edificio è di origine medievale ma mostra strutture moderne in stile neoromanico.
- Chiesa di San Giorgio alla Piazza, situata a La Piazza, è di origine romanica e attestata già nel 1084.
- Pieve di Santa Cristina, situata a Lilliano. Papa Clemente III, nella bolla del 20 aprile 1189 all'arcivescovo di Siena Bono, dichiarò questa pieve come diocesi senese. Nel 1576 i terreni della chiesa divennero proprietà dell'Arcispedale di Santa Maria Nuova di Firenze, che li tenne fino al 1779.
- Pieve di San Leonino in Conio, situata a San Leonino, deve l'aspetto medievale ai ripristini ottocenteschi che hanno riguardato anche la decorazione a stelle delle volte interne.

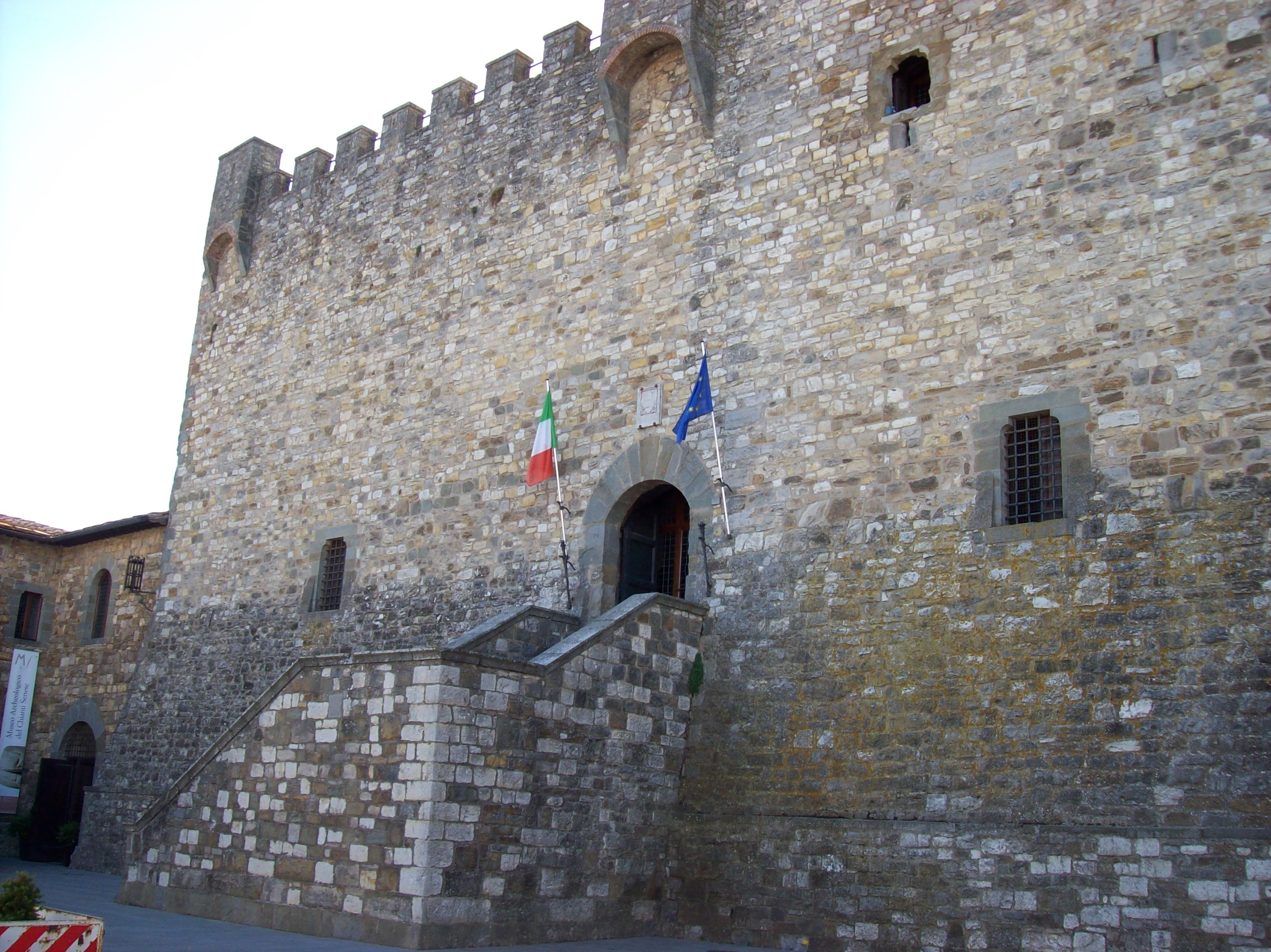
La Rocca di Castellina

- Chiesa di San Martino a Cispiano, è di pertinenza della chiesa una Croce quattrocentesca in bronzo dorato attribuita ad un artista prossimo al senese Francesco d'Antonio, attualmente conservata nella parrocchiale di Castellina in Chianti.
- Pieve di Sant'Agnese in Chianti, situata a Sant'Agnese, della chiesa si hanno memorie fin dal 1046, quando risulta appartenente alla diocesi di Siena. L'attuale edificio, a tre navate divise da pilastri quadrati e concluse da altrettante absidi, è stato in gran parte ricostruito a seguito dei danni subiti durante l'ultima guerra.
- Canonica di San Michele, situata a Rencine, si trovava entro la cinta muraria del castello del borgo, del quale restano poche mura e la base di una torre. Si ha notizia di esso fin dal 1054, da un atto del proprietario, stipulato per la vendita dei fondi nel territorio di Rencine.
- Chiesa di San Quirico a Monternano

### Architetture civili

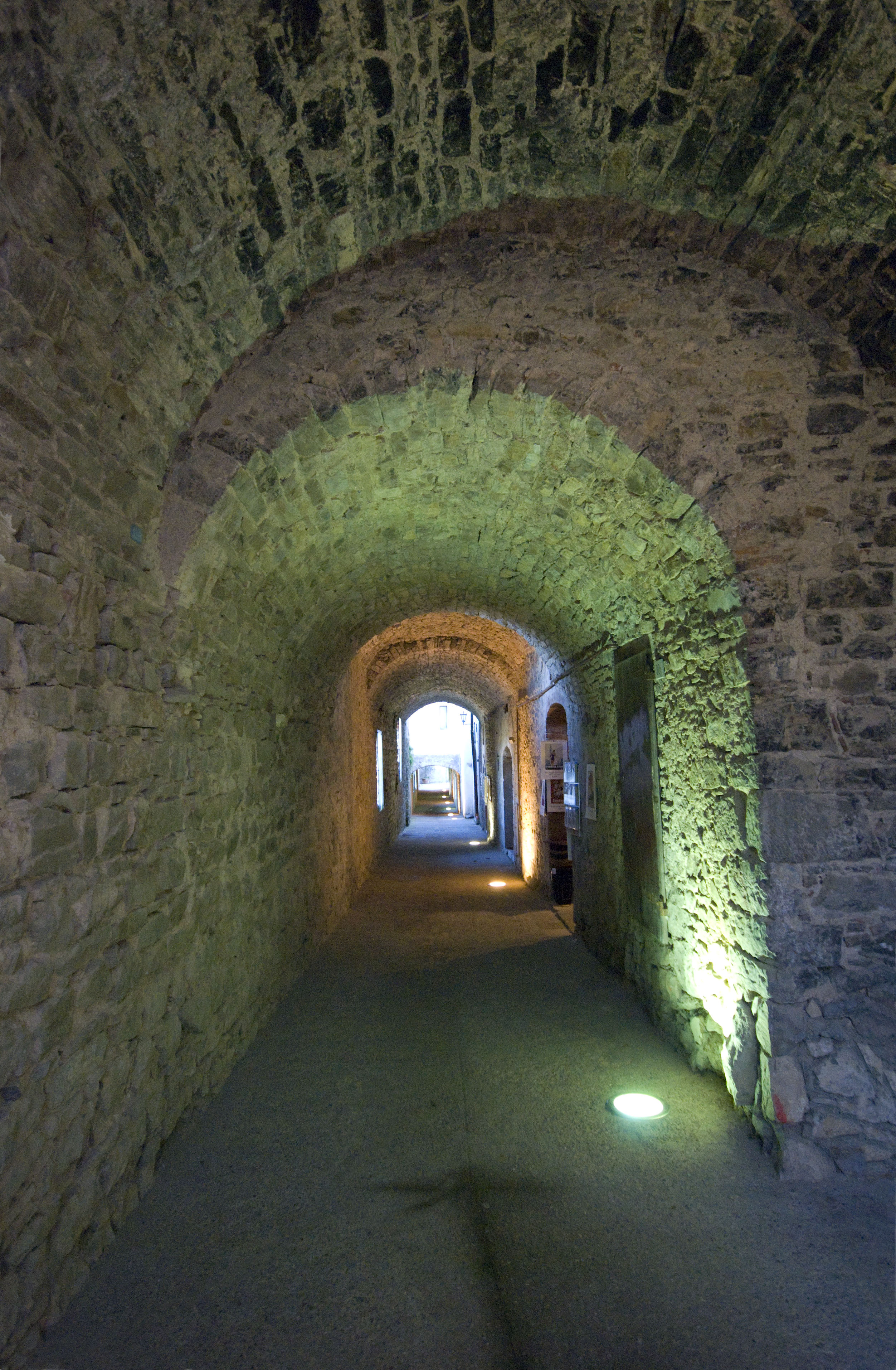
Via delle Volte

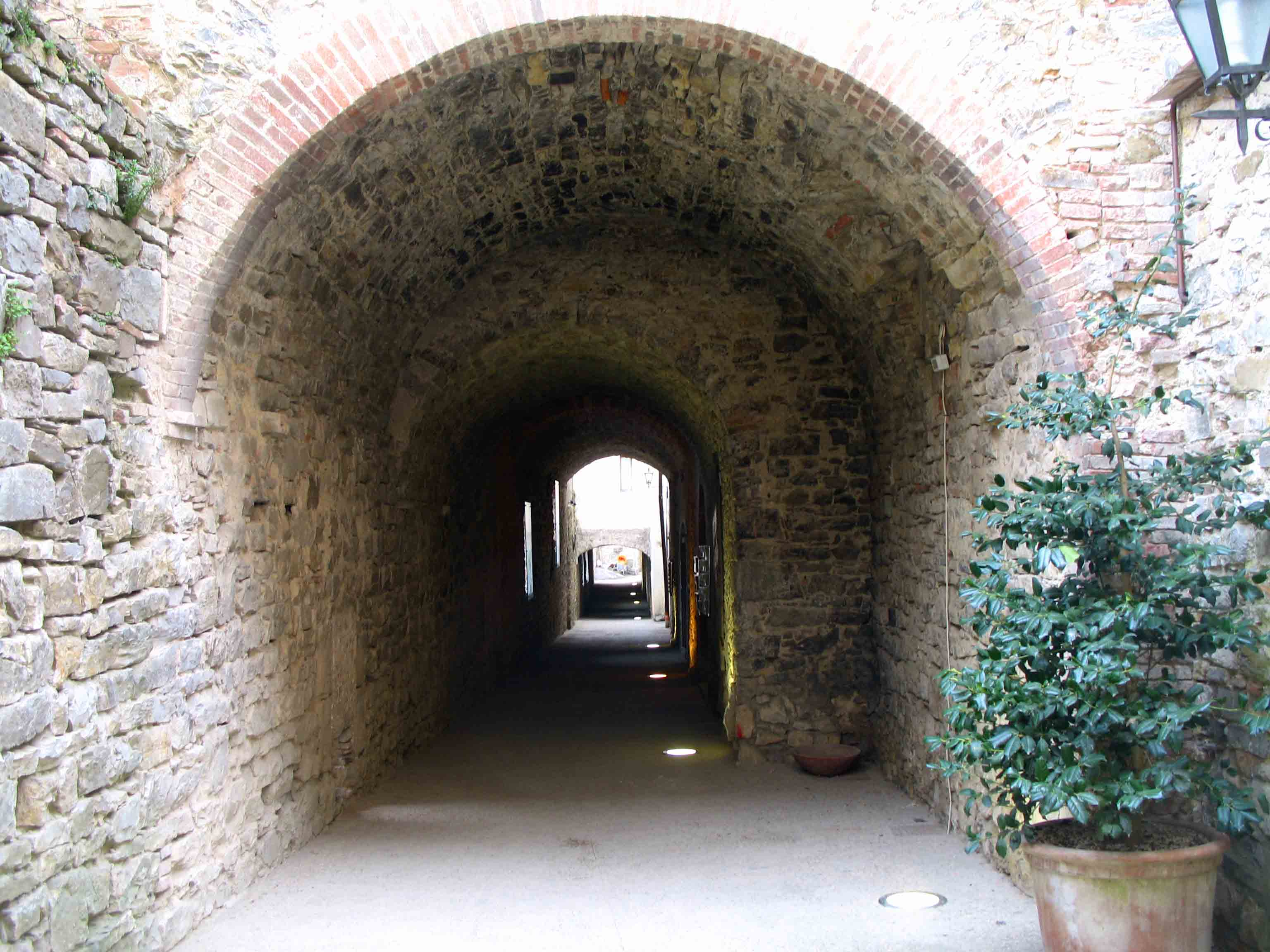
Via delle Volte, altra veduta

Il centro storico di Castellina è stato interamente restaurato negli ultimi anni, grazie al boom turistico legato al Chianti Classico. L'abitato però presenta caratteri architettonici abbastanza modesti anche se sono da segnalare dei palazzotti tardo rinascimentali di maggior pregio quali il palazzo Bianciardi (quattrocentesco, ospitò papa Leone X nel 1515, del quale fu apposto lo stemma mediceo in facciata) e palazzo Ugolini-Squarcialupi (cinquecentesco, in stile manierista). 
Da menzionare la località Molino Nuovo (direzione Greve), caratteristico abitato storico del Quattrocento, ove svetta la torre di Grignano appartenuta al papato.

#### Ville
- Villa Bargagli
- Villa Casafrassi
- Villa di Fonterutoli

### Architetture militari
- Rocca di Castellina in Chianti, massiccia costruzione che sorge sulla piazza principale con un torrione trecentesco merlato dalla cui sommità si può ammirare un notevole paesaggio chiantigiano. La rocca, dal 21 aprile 2006, è sede del Museo archeologico del Chianti. Il museo, realizzato utilizzando tecnologie innovative, presenta la storia dei paesaggi antichi dell'intero territorio chiantigiano, oltre a Castellina comuni di Castelnuovo Berardenga, Gaiole in Chianti e Radda in Chianti.
- Mura di Castellina in Chianti: nel corso dei secoli sono state quasi interamente demolite ma ancora oggi è possibile ricostruire l'andamento e i caratteri delle fortificazioni quattrocentesche. Le mura sono ancora ben riconoscibili nel lato nord, dove è ottimamente conservato il camminamento seminterrato, l'attuale Via delle Volte, e su questa parte delle fortificazioni erano poste delle torri rompitratta per il tiro di fiancheggiamento. Nel circuito murario si aprivano due porte: la porta Senese e la porta Fiorentina, quest'ultima demolita dopo la seconda guerra mondiale perché ritenuta pericolante. Il lato sud è completamente sparito ma è su questa parte delle mura che è collocata la Rocca.
- Castello di Monternano

### Siti archeologici
- Tumulo di Montecalvario: a breve distanza sulla statale 222 si incontra questo famosissimo monumento etrusco: una Tomba a Tumulo di notevoli dimensioni dal diametro di 50 metri, costituita da quattro tombe ipogee risalenti al VII-VI secolo a.C. disposte seguendo i punti cardinali.
- Necropoli del Poggino: si trova nei pressi di Fonterutoli ed è composta da quattro tombe a camera risalenti al periodo orientalizzante-arcaico (VII-VI secolo a.C.). Da segnalare per questo monumento un interessante sistema di didascalizzazione presente in loco.

## Società

### Evoluzione demografica
Abitanti censiti

### Etnie e minoranze straniere
Secondo i dati ISTAT al 31 dicembre 2009 la popolazione straniera residente era di 452 persone. Le nazionalità maggiormente rappresentate in base alla loro percentuale sul totale della popolazione residente erano:
- Romania 70 (2,36%)
- Albania 60 (2,02%)
- Polonia 36 (1,21%)
- Macedonia del Nord 36 (1,21%)
- Germania 31 (1,05%)

## Cultura

### Musei
- Museo archeologico del Chianti

## Geografia antropica

### Frazioni
- Fonterutoli (502 m s.l.m., 94 abitanti)[12]
- La Piazza (348 m s.l.m., 20 abitanti)[12]
- Lilliano (304 m s.l.m., 17 abitanti)[12]
- Pietrafitta (568 m s.l.m., 83 abitanti)[13]
- Rencine (290 m s.l.m., 50 abitanti)[14]
- San Leonino (368 m s.l.m., 26 abitanti)[12]
- Sant'Agnese (392 m s.l.m., 90 abitanti)[15]

### Altre località del territorio
Numerose sono le località sparse nel territorio comunale, e alcune di esse trattavasi un tempo di notevoli borghi e comunelli. Si ricordano le località di Bibbiano, Canale, Casanuova di Pietrafitta, Cavallari, Cerna, Cignanbianco, Cispiano, Cogne, Crocefiorentina, Fioraie, Godenano, Grignanello, Grignano (o Santa Maria a Grignano), La Leccia, Macie, Monternano, Ricavo, San Quirico, Sicelle, Sterzi, Tolena, Topina, Tregole.

## Infrastrutture e trasporti

### Ferrovie
Il paese è servito dalla stazione di Castellina in Chianti-Monteriggioni posta sulla linea della ferrovia Centrale Toscana che dista dal capoluogo circa 11 km.

### Trasporto Pubblico Locale
Il paese è collegato a Siena dalla linea 125.

### Strade
Castellina in Chianti è attraversata dalla Chiantigiana e dalla strada regionale 429 di Val d'Elsa.

## Amministrazione
Di seguito è presentata una tabella relativa alle amministrazioni che si sono succedute in questo comune.
| Periodo        | Periodo        | Primo cittadino      | Partito                                                        | Carica  | Note   |
| -------------- | -------------- | -------------------- | -------------------------------------------------------------- | ------- | ------ |
| 9 luglio 1985  | 24 maggio 1990 | Marcello Cappelletti | Partito Comunista Italiano                                     | Sindaco | [ 16 ] |
| 24 maggio 1990 | 24 aprile 1995 | Massimo Bianciardi   | Partito Comunista Italiano, Partito Democratico della Sinistra | Sindaco | [ 16 ] |
| 24 aprile 1995 | 14 giugno 1999 | Massimo Bianciardi   | centro-sinistra                                                | Sindaco | [ 16 ] |
| 14 giugno 1999 | 14 giugno 2004 | Anna Maria Betti     | lista civica                                                   | Sindaco | [ 16 ] |
| 14 giugno 2004 | 8 giugno 2009  | Anna Maria Betti     | lista civica                                                   | Sindaco | [ 16 ] |
| 8 giugno 2009  | 26 maggio 2014 | Marcello Bonechi     | centro-sinistra                                                | Sindaco | [ 16 ] |
| 26 maggio 2014 | 27 maggio 2019 | Marcello Bonechi     | centro-sinistra Per Castellina in Chianti                      | Sindaco | [ 16 ] |
| 27 maggio 2019 | 10 giugno 2024 | Marcello Bonechi     | centro-sinistra Castellina in cammino                          | Sindaco | [ 16 ] |
| 10 giugno 2024 | in carica      | Giuseppe Stiaccini   | centro-sinistra Per Castellina                                 | Sindaco | [ 16 ] |

### Gemellaggi
- Martigné-Briand

## Sport
Ha sede nel comune la società calcistica A.S.D. FC Castellina in Chianti, militante in seconda categoria, i cui colori sono il giallo e il verde. Le partite casalinghe sono disputate allo Stadio Comunale Franco e Giovanni Niccolai, in Via dello Sport. La società ha anche una squadra femminile di calcio a 5, denominate Le Gialloverdi e una squadra amatoriale di calcio a 7.